# مازنجر زد
مازنجر زد (ماجينغا زيتّو マジンガーＺ) هو مسلسل أنمي للمؤلف جو ناغاي، تم بثُّه سنة 1972م وتمت دبلجته للغة العربية في الثمانينات من نفس الفترة. يتألف المسلسل من 92 حلقة بثتها شبكة فوجي تيليفجن اليابانية في اليابان في الفترة من ديسمبر 1972م حتى سبتمبر 1974م، ولقد تمت دبلجة 26 حلقة منه فقط للغة العربية وبثته عدة محطات عربية آنذاك.

## القصة
اخترع البروفيسور Juzo Kabuto مازنجر Z بعد أن اكتشف خطة Dr.Hell للسيطرة على العالم، لكن رجال Dr.Hell قتلوا البروفيسور بعد أن أكمل صنع مازنجر زد، بعد أن عاد كوجي وأخوه الصغير Shiro وجدوا جدهم البروفيسور على حافة الموت فطلب البروفيسور من كوجي أن يرى ما في القبو، وبعد تلك الكلمات الأخيرة توفى البرفيسور فذهب كوجي لينفذ ما أمره جده فوجد هناك مازنجر Z بانتظاره.

## الدبلجة العربية
تمت دبلجة مسلسل مازنجر زد إلى اللغة العربية وإنتاجه كذلك للعالم العربي في الثمانينات عن طريق شركة الدبلجة الأردنية أفلام عجرمة وقام بأداء الأصوات نخبة من الممثلين الأردنيين. تم تغيير معظم الأسماء الأصلية لشخصيات المسلسل إلى أسماء عربية للتناسب مع اللغة العربية في الدبلجة، وتم الحفاظ على اللحن الأصلي لموسيقى المقدمة الأصلية للمسلسل ورُكِّبَت كلمات عربية على ذلك اللحن.

### فريق الدبلجة
- الترجمة: زهير حداد.
- الأصوات: غسان مشيني - زهير حداد - محمد نور الدين - ثريا نور الدين - سميرة شامية - زكية إمام - سابا بدر - عفاف بدر.
- المقدمة: كلمات وغناء: زهير حداد.
- الإخراج: محمد نور الدين.

### كلمات المقدمة
مازنجر، مازنجر   *   المارد الشجاع

قواه الجبارة   *   تحارب الأعداء

يقاتل يحارب   *  في البر أو في الماء

يضرب يحطم   *   يطلق الصاروخ

 لقد حان الوقت   *   قد بدأ النهار

تهيأ، تحضّر   *   لإطلاق النار
 مازنجر،
مازنجر، مازنجر... ز (زي)
أغنية المقدمة الأصلية YouTube
أغنية المقدمة العربية YouTube

### السلبيات والإيجابيات في الدبلجة
- توقيت إطلاق الدبلجة: أُطلقت الدبلجة العربية لمسلسل مازنجر زد – الذي أُطلق أولاً سنة 1972م في اليابان - بعد إطلاق الدبلجة العربية للمسلسل المكمل له – مغامرات الفضاء (جريندايزر) الذي أُطلق ثانياً سنة 1975م في اليابان - بعدَة سنوات، وبسبب ذلك الفاصل الزمني في العرض وتفاوت التقنيات المستخدمة في الرسم ظهر مسلسل مازنجر زد للعالم العربي كمحاولة سيئة في صناعة مسلسل كارتوني عن الروبوتات العملاقة، وظهر بطله ماهر (كوجي كابوتو) كاستنساخ رديء لشخصيته من مسلسل جريندايزر.
- عدد الحلقات المدبلجة: كان لدبلجة 26 حلقة فقط من أصل 92 حلقة للمسلسل – تماشياً مع سياسات الدورات الشهرية لمحطات التلفزة في بث المسلسلات على شاشتها[بحاجة لمصدر] – الأثر الأكبر في حجب كثير من أحداث المسلسل المتقدمة؛ منها تطوير أجنحة مازنجر زد ليطير، واستبدال الآلية ديانا أ بأفروديت، واختراع رفيع (بوس) لآليه (بوس بوروت) اللذان تكرر ظهورها في كثير من أعمال جو ناغاي اللاحقة، وأخيراً معرفة مصير كبير الأشرار أبي الغضب (د. هيل). ونتيجة لدبلجة الحلقات الـ 26 انضم مسلسل مازنجر زد إلى قائمة مسلسلات القصص غير التامة؛ مثل مسلسل خماسي ومسلسل سانشيرو اللذان دبلج منهما فقط 26 حلقة أيضاً.
- أغنية المقدمة: تم الحفاظ على اللحن الأصلي للمقدمة وتركيب كلمات عربية على ذلك اللحن، وموسيقياً تعتبر هذه الخطوة أصعب من تأليف الكلمات ومن ثم تلحينها.[بحاجة لمصدر]
- أسماء الشخصيات: تم تغيير معظم الأسماء الأصلية للشخصيات إلى أسماء عربية للتناسب مع اللغة العربية في الدبلجة. بعض الوحوش الشريرة لم يتم وضع اسم أو لقب عربيين مقابلين لها، بل تركت أسماؤها على حالها.